# Josh Broecker
Josh Broecker (Wuppertal, 1º febbraio 1963) è un regista e sceneggiatore tedesco.

## Biografia
Broecker è nato e cresciuto a Wuppertal. Dopo aver studiato giurisprudenza all'Università di Bonn , ha deciso di cambiare radicalmente la sua carriera professionale ed entrare nell'industria cinematografica . Ha frequentato la National Film and Television School vicino a Londra e ha completato seminari di sceneggiatura a New York . Dopo vari cortometraggi e spot pubblicitari, Broecker ha debuttato alla regia con la commedia televisiva del 1999 No Sex .

## Filmografia
- No Sex - Film (1999)
- Affäre zu dritt - Film (2003)
- Die Braut von der Tankstelle - Film (2005)
- Stürmisch verliebt - Film (2005)
- Die Pferdeinsel- Film (2006)
- Hunde haben kurze Beine  - Film (2006)
- Das 100 Millionen Dollar Date - Film (2008)
- Die Freundin der Tochter - Film (2009)
- Tredici sotto un tetto (Der Typ, 13 Kinder & ich) - Film TV (2009)
- Scheidung für Fortgeschrittene- Film (2010)
- Die Zeit der Kraniche - film (2010)
- Marie Brand und der Moment des Todes - film (2011)
- Nord Nord Mord - serie TV (2011)
- Der große Schwindel - Film (2013)
- Eltern allein zu Haus - serie TV (2017)
- Camping mit Herz - film TV (2019)
- Fritzie - Der Himmel muss warten - serie TV (2020)
- Klara Sonntag - serie TV (2023)